# Ptochophyle laeta
Ptochophyle laeta är en fjärilsart som beskrevs av W. Warren 1899. Ptochophyle laeta ingår i släktet Ptochophyle och familjen mätare. Inga underarter finns listade.